# Emanuel Ruiz
Emanuel Diego Salvador Ruiz (Luján, Provincia de Buenos Aires, Argentina; 7 de julio de 1978) es un exfutbolista argentino. Jugaba como delantero y su primer equipo fue Boca Juniors. Su último club antes de retirarse fue Cienciano de Perú.

## Trayectoria
Se inició en las inferiores de Argentinos Juniors, siendo traspasado junto a un grupo de juveniles –entre ellos Juan Román Riquelme– a Boca Juniors en 1996. Debuta en el primer equipo xeneize al año siguiente bajo la dirección de Héctor Veira: el 10 de agosto de 1997 estuvo presente en la victoria por 4-3 sobre Rosario Central. Sin embargo, al no tener cabida en ese momento dentro del equipo, fue prestado un año a Rosario Central, donde tampoco alcanzó a jugar regularmente.
Para 1999 regresó a Boca, y esta vez bajo el comando técnico de Carlos Bianchi logra tener continuidad. A mediados del año 2000 fue transferido al club AEK Atenas de Grecia, donde tras permanecer una temporada fue prestado al Unión de Santa Fe. Desde entonces, ha pasado por varios equipos de Argentina, México, Honduras, Israel y Perú, sin llegar a asentarse en ninguno de ellos.
En el 2008 partió rumbo a Israel contratado por el club Hapoel Nir para disputar la segunda división de ese país. Luego, a mediados del año siguiente, se incorporó a Cienciano de Perú, donde jugó 8 encuentros y no tuvo un buen rendimiento. En enero de 2010 estaba todo encaminado para que se convierta en jugador del San José de Oruro; sin embargo, un problema en la rodilla derecha le impidió pasar satisfactoriamente los exámenes médicos y no pudo fichar por el elenco boliviano.

## Clubes
| Club                   | País      | Año       |
| ---------------------- | --------- | --------- |
| Boca Juniors           | Argentina | 1997-1998 |
| Rosario Central        | Argentina | 1998-1999 |
| Boca Juniors           | Argentina | 1999-2000 |
| AEK Atenas             | Grecia    | 2000-2001 |
| Unión de Santa Fe      | Argentina | 2001-2002 |
| AEK Atenas             | Grecia    | 2002      |
| Talleres de Córdoba    | Argentina | 2003      |
| Nueva Chicago          | Argentina | 2003      |
| Toluca                 | México    | 2004      |
| Defensores de Belgrano | Argentina | 2004      |
| Real España            | Honduras  | 2005-2006 |
| San Lorenzo de Luján   | Argentina | 2007      |
| Hapoel Nir             | Israel    | 2008-2009 |
| Cienciano              | Perú      | 2009      |